# OECD Better Life Index
Der OECD Better Life Index ist ein im Jahr 2011 von der OECD ins Leben gerufener Indikator zur Messung des Wohlergehens in unterschiedlichen Ländern. Anhand von elf Themen werden mit zahlreichen Messgrößen Aspekte des Wohlergehens gemessen. Somit ermöglicht der Index den direkten Vergleich des Wohlergehens mehrerer Länder. Zudem bietet das interaktive Webtool “Your Better Life Index” des OECD Better Life Index die Möglichkeit, eine individuelle Gewichtung der Kategorien vorzunehmen und ihre Auswirkung auf die Anordnung der Länder in einer Rangliste zu beobachten.
Der OECD Better Life Index ist Teil der Better Life Initiative und wird von dem ebenfalls von der OECD veröffentlichten “How’s Life?”-Report begleitet.

## Grundzüge und Entstehung des OECD Better Life Index

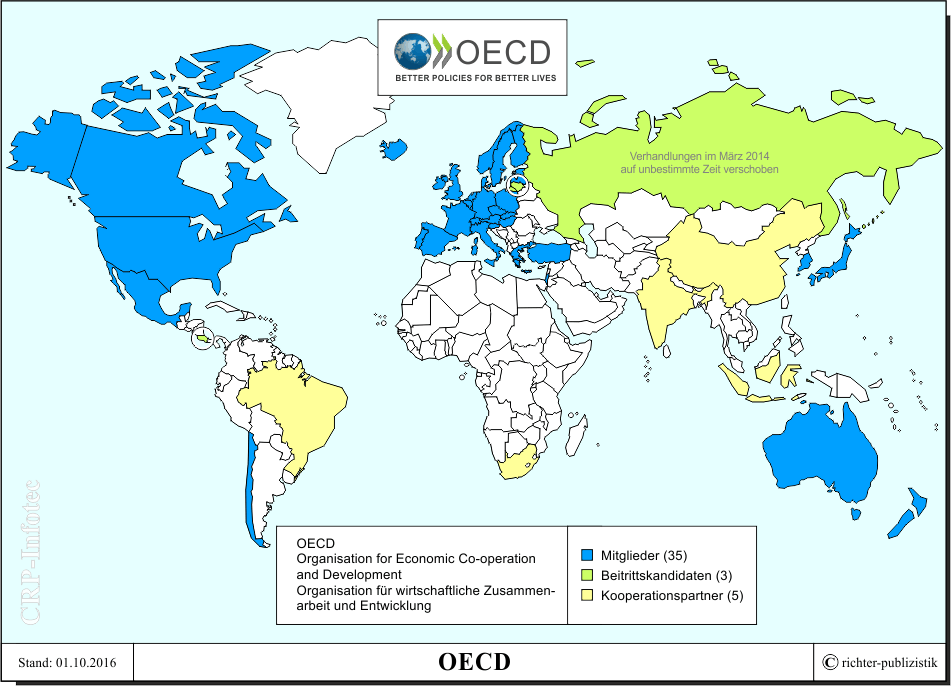
Mitgliedsstaaten der OECD (2016)

Der Better Life Index ist ein von der OECD 2011 ins Leben gerufener interaktiver Index, welcher über das gesellschaftliche Wohlergehen in den OECD Mitgliedsländern informiert. Zusätzlich sind auch Brasilien und Russland im Index vertreten. Dieser besteht aus 11 Themen, die in die Bereiche materielle Lebensbedingungen sowie die Lebensqualität der Menschen eingeteilt sind. Zu den Besonderheiten des Indizes zählen zum einen, dass die vier Dimensionen der Nachhaltigkeit aufgegriffen werden sowie dass das bereinigte BIP in den Index aufgenommen wird. Dadurch soll ein möglichst aussagekräftiges und an die heutige Zeit angepasstes Ergebnis zustande kommen. Der Index dient vor allem dem Vergleich der unterschiedlichen Menschengruppen. Momentan besteht die Möglichkeit nach Regionen bzw. Ländern, dem Geschlecht und Altersgruppen zu differenzieren. Die Website ist ein wichtiger Bestandteil des Indexes, da die Besucher ihren eigenen Index erstellen können und sich durch das Hochladen des Indizes an dem interaktiven Projekt beteiligen. Die hochgeladenen Daten werden in den Index mit aufgenommen und ermöglichen zu erkennen, welche Kategorien wo auf der Welt als am Wichtigsten für das persönliche Wohlbefinden erachtet werden. Der Index wird von dem “How’s Life?”-Report begleitet und unterstützt, welcher periodisch alle zwei Jahre von der OECD veröffentlicht wird und die Ergebnisse des Indexes ausführlich zusammenfasst und evaluiert.
Zum 50. Jubiläum der Organisation für wirtschaftliche Zusammenarbeit und Entwicklung wurde der OECD Better Life Index am 24. Mai 2011 veröffentlicht. Mit Hilfe der erlangten Informationen über die Mitgliedstaaten der OECD soll der Index die Arbeit der OECD unterstützen. Des Weiteren sollen Probleme bereits existierender Indizes aufgegriffen und verbessert werden. Der Index versucht objektive mit subjektiven Informationen zu kombinieren, um so ein möglichst aussagekräftiges Ergebnis über die einzelnen Menschengruppen zu generieren und einen Index zu schaffen, der über das BIP als Wohlstandsindikator hinausgeht.

## Absicht
Der OECD Better Life Index beabsichtigt die Informationen über immaterielle Werte mit den materiellen Besitztümern der Menschen zu verknüpfen, um so einen möglichst aussagekräftigen Index zu schaffen. Da es sich um einen interaktiven Index handelt, wird ein großes Augenmerk auf die Beteiligung der Nutzer der Website am Index gelegt. Ziel ist es, den Nutzern Informationen bereitzustellen und zugleic Daten über die Teilnehmer des Indexes zu erheben. Zum einen sollen dem Besucher Informationen geliefert werden, wie es um das gesellschaftliche Wohlergehen der Menschen in den aufgezeigten Ländern bestellt ist. Zum anderen führt dies auch dazu, dass sich die Nutzer der Website mit der Frage, was Lebensqualität ist und was diese ausmacht, auseinandersetzen und sich damit beschäftigen. Durch die Teilnahme der Nutzer am Index gelangt die OECD nicht nur an Daten, was den Menschen wo am wichtigsten für ihr Wohlergehen ist, sondern versucht mit Hilfe des Indexes herauszuarbeiten, wie die Präferenzen der Teilnehmer entstehen. Ebenfalls wird dabei der Fokus auf mögliche Zusammenhänge zwischen den präferierten Kategorien, dem Geschlecht oder den in den jeweiligen Regionen herrschenden Lebensumständen gelegt. Die erlangten Informationen kann die OECD dann in ihrer Arbeit mit den Mitgliedstaaten nutzen, um die politischen Entscheidungsträger zu beraten, damit sich die Lebensumstände in der Region verbessern.

## Das interaktive Webtool “Your Better Life Index”
Die Website des OECD Better Life Indexes spielt eine übergeordnete Rolle, da sie nicht nur die Ergebnisse des Indexes visualisiert, sondern auch den Besuchern die Möglichkeit bietet, sich an dem Index zu beteiligen. Da es sich um einen interaktiven Index handelt, stellt die Einsteigseite auch gleich den Index selbst dar. Hier hat der Besucher der Website die Möglichkeit die Länder anhand elf Themen des Wohlergehens miteinander zu vergleichen. Die Länder im Index werden jeweils durch eine grafische Blume mit elf Blütenblättern visualisiert und lassen sich alphabetisch oder nach Platzierung anordnen. Außerdem kann der Besucher der Website einen individuellen Index erstellen sowie hochladen und sich somit an der "Better Life Initiative" beteiligen. Der individuelle Index lässt sich erstellen, indem die elf Themen gewichtet werden. Weitere Bereiche der Website dienen der Information der Nutzer. Zum einen werden die einzelnen Themen aufgelistet und deren Relevanz und Quantifizierung erläutert. Zum anderen werden detaillierte Informationen über die Ergebnisse einzelner Länder im Index und mögliche Ursachen geboten. Außerdem stellt die OECD auf der Website des Better Life Index viele weitere Informationsquellen, wie beispielsweise den "How’s Life?" Report, bereit, um weitreichende Evaluationen des gesellschaftlichen Wohlergehens zu offerieren.

### Themen
Der OECD Better Life Index misst das Wohlergehen der Menschen anhand elf sogenannter Themen. Diese Themen werden von der OECD als relevant für das individuelle Wohlergehen erachtet. Sie umfassen ökonomische, soziale und ökologische Aspekte des Lebens. Die Leistung eines Landes in Bezug auf ein Thema wird durch spezifische Indikatoren gemessen. Dabei dienen je ein bis vier Indikatoren zur Messung eines Themas. Diese Indikatoren werden fortlaufend von der OECD weiterentwickelt. Entscheidend für die Nutzung eines Indikators im Index ist die Verfügbarkeit von Daten in allen im Index teilnehmenden Ländern. Die Themen des OECD Better Life Index lassen sich in materielle und nicht-materielle Themen einteilen. Materielle Themen sind Wohnverhältnisse, Einkommen und Beschäftigung. Nicht-materielle Themen sind Gemeinsinn, Bildung, Umwelt, Zivilengagement, Gesundheit, Lebenszufriedenheit, Sicherheit und Work-Life-Balance.
Anhand der Räume pro Person und ob eine sanitäre Grundausstattung vorhanden ist, werden die Wohnverhältnisse ermittelt. Zusätzlich werden die Wohnausgaben in Betracht gezogen, indem betrachtet wird, wie groß der Anteil der Wohnausgaben an dem Bruttoeinkommen ist. Die Wohnverhältnisse sind relevant für die Ermittlung des gesellschaftlichen Wohlergehens, weil es nicht nur darum geht, ein Dach über dem Kopf zu haben, sondern der Wohnort auch ein Rückzugsort ist und der Platz, an dem die Familie zusammenlebt und die Menschen sich wohlfühlen sollen.
Der Index misst das Einkommen, da es als grundlegend für weitere Faktoren des Wohlergehens gilt. Als Indikatoren für das Einkommen dienen das bereinigte verfügbare Haushaltsnettoeinkommen und das Nettofinanzvermögen der privaten Haushalte. Somit werden sowohl das reguläre Nettoeinkommen als auch Finanzanlagen wie Ersparnisse oder Aktien, nicht aber das Sachvermögen berücksichtigt.
Die Kategorie Beschäftigung wird an vier Faktoren gemessen. Durch die Beschäftigungsquote und die Langzeitarbeitslosigkeit wird gemessen, wie viele Menschen einer bezahlten Tätigkeit nachgehen, und im Falle der Arbeitslosigkeit wird die Situation auf die Fristigkeit geprüft. Hinzu kommt noch, dass das Arbeitsentgelt betrachtet wird ebenso wie die Arbeitsplatzsicherheit, die über das Einkommen bzw. die drohenden Einkommensverluste Auskunft geben. Der Hintergrund für diesen Indikator ist, dass Arbeit der Grundpfeiler für das Leben vieler Menschen ist, an dem sich das restliche Leben orientiert und anpasst. Weiterhin hat die Arbeit Auswirkungen auf soziale Kontakte sowie das Selbstwertgefühl, das gesellschaftliche Ansehen, die Selbstverwirklichung und schließlich der Idee dem Leben einen Sinn und eine damit verbundene Aufgabe zu geben. Deshalb wirkt sich Arbeitslosigkeit, insbesondere Langzeitarbeitslosigkeit, negativ auf die Zufriedenheit der Menschen aus.
Das Thema Gemeinsinn beinhaltet im OECD Better Life Index die Menge und Ausprägung sozialer Kontakte. Diese sind entscheidend für das Wohlbefinden, da der Mensch ein soziales Wesen ist. Der Gemeinsinn wird durch die Frage gemessen, ob man jemanden kennt, auf den man sich im Notfall verlassen kann.
Die Bildung soll sowohl quantitativ als auch qualitativ bestimmt werden, indem man die durchschnittlichen Bildungsjahre zählt und sie mit dem Bildungsniveau, gemessen in Abschlüssen pro Sekundarbereich und Tertiärbereich, kombiniert. Auch die Ergebnisse des PISA-Tests werden in diese Kategorie integriert, um die Qualität der Bildung bestimmen zu können. Der Gedanke bei dieser Kategorie ist, dass wir in einer "Bildungsgesellschaft" leben, weshalb es wichtig ist, diesen Faktor im Index zu berücksichtigen. Häufig entscheidet Bildung über den weiteren Verlauf des Lebens. Dies wird daran deutlich, dass die spätere Arbeit, Integration in das soziale Umfeld oder beispielsweise die politische Beteiligung darauf zurückzuführen sind. Oftmals entscheidet die Bildung, was für ein Leben ein Mensch führen kann und welche Chancen sich der Person bieten.
Als einziges Thema deckt die Kategorie Umwelt die ökologische Dimension des Indexes ab. Eine intakte Umwelt steigert die Gesundheit und das Wohlbefinden, da sie Möglichkeit zur Erholung aber auch zur körperlichen Aktivität bietet. Zudem sind natürliche Ressourcen essenziell für jedes Land. Als Indikatoren dienen die Messung der Luftverschmutzung und der Wasserqualität.
Bei dem Thema Zivilengagement wird zum einen die Wahlbeteiligung in den jeweiligen Ländern in Betracht gezogen und zum anderen die Beteiligung von Interessensgruppen am Gesetzgebungsprozess. Diese Kategorie ist relevant, weil die Bevölkerung möglichst viel Vertrauen in die politischen Instanzen haben muss, damit das Wohlergehen positiv beeinflusst wird. Außerdem gilt, je mehr Menschen sich politisch beteiligen, desto besser wird die Meinung der Bevölkerung repräsentiert. Die Beteiligung der Bevölkerung an der Politik hat zudem positive Auswirkungen auf die politische Transparenz.
Gesundheit steht in starkem Zusammenhang mit Lebenszufriedenheit und wird von vielen Menschen als ausschlaggebend für eben diese angegeben. Die Gesundheit wirkt sich zudem positiv auf weitere Faktoren des Wohlergehens sowohl auf individueller als auch auf gesellschaftlicher Ebene aus. Die Gesundheit wird im Index einerseits durch den objektiven Indikator der Lebenserwartung und andererseits durch den subjektiven Indikator der Selbsteinschätzung des Gesundheitszustandes gemessen.
Die Lebenszufriedenheit soll von den Teilnehmern des Indexes im Hinblick auf das ganze Leben anhand einer Skala von 0 bis 10 angegeben werden. Sehr wichtig in einem Index, der die Lebensqualität messen soll, ist die rein subjektive Wahrnehmung des eigenen Lebens, welche die objektiven Daten ergänzt.
Der OECD Better Life Index beinhaltet das politisch aktuelle Thema der Sicherheit. Im Vordergrund der Betrachtungen stehen die Vermeidung von physischem Schmerz sowie die Vermeidung des Gefühls der Unsicherheit. Mit dem objektiven Indikator der Mordrate und der subjektiven Frage “Fühlst du dich sicher, wenn du nachts alleine nach Hause gehst?” wird die Sicherheit messbar gemacht.
Die Work-Life-Balance wird unterteilt in abhängig Beschäftigte mit langen Arbeitszeiten sowie in Zeit für Freizeitaktivitäten und persönliches Wohlbefinden gemessen. Diese Kategorie ist bedeutend für den Index, weil es für die Qualität des Lebens wichtig ist zu überprüfen, ob und inwieweit es gelingt, Freizeit und Privatleben mit der Arbeit zu verknüpfen und einen Ausgleich im Leben zu schaffen.

### Individueller Index
Neben Informationen zu den Themen des OECD Better Life Index bietet der interaktive „Your Better Life Index“ die Möglichkeit, diese Themen individuell zu gewichten und die Auswirkungen dieser Gewichtung auf die Platzierung der Länder in einer Rangliste ("ranking") zu beobachten. Auf einer fünfstufigen Skala lässt sich die individuell empfundene Relevanz eines Themas für das persönliche Wohlergehen gewichten. Die Länder, die in den stark gewichteten Themen besser abschneiden als andere, erreichen einen höheren Rang in der auf diese Weise veränderlichen Einstufung. Somit kann jeder Nutzer des OECD Better Life Index einsehen, welche Länder nach der von ihnen bestimmten Gewichtung der Themen des Index gut oder schlecht abschneiden. Um einen neutralen Index zu betrachten, können alle Themen gleich gewichtet werden.
Darüber hinaus besteht die Möglichkeit, die individuelle Gewichtung der Themen des OECD Better Life Index online zu veröffentlichen. Nach einer Abfrage weniger demographischer Daten und der Möglichkeit, in einem Freitext ein „besseres Leben“ zu definieren, wird die Themengewichtung an die Website übermittelt. Auf einer interaktiven Weltkarte im Bereich „Antworten“ werden die so erhaltenen Informationen dargestellt. Der Besucher der Website wird hier darüber informiert, welches Thema die höchste Relevanz für das Wohlergehen für die Menschen in verschiedenen Ländern besitzt und wie viele Menschen aus den jeweiligen Ländern mit ihrer Antwort zu diesem Ergebnis beigetragen haben. Wählt man ein Land aus, erscheint eine Statistik zu Geschlecht und Alter der Befragten und einer Rangfolge aller elf Themen für das jeweilige Land. Zudem lässt sich diese Statistik des ausgewählten Landes mit der eines anderen Landes direkt vergleichen.

## Resultate
Neben weiteren Indizes wie dem Human Development Index (HDI) oder dem Social Progress Index reiht sich der OECD Better Life Index ein als Index, der die Messung des Wohlergehens eines Landes durch das BIP komplementieren soll. Um Wohlergehen verständlich und umfassend darzustellen, arbeitet die OECD stetig an der Verbesserung der Indikatoren und Datenerfassung. So misst der OECD Better Life Index im Jahr 2016 das Thema der Sicherheit mit der Mordrate und der Frage, ob man sich sicher fühle, wenn man nachts alleine nach Hause geht, während der Index im Jahr 2013 lediglich die Mordrate und die Kriminalitätsrate erfasst. Darüber hinaus wird das bei Gründung des Indexes formulierte Anliegen der Integration von Nachhaltigkeit und zukünftigem Wohlergehen durch die spezifische Betrachtung des Wohlergehens von Kindern sowie durch die Beinhaltung von natürlichen, humanen, sozialen und ökonomischen Ressourcen angesprochen. Die Lebensqualität von Kindern sowie die Nutzung bestimmter Ressourcen soll Aufschluss über zukünftiges Wohlergehen geben. Seit 2015 stellt auch das Ehrenamt einen besonderen Fokus der Better Life Initiative dar. Das Ehrenamt repräsentiert eine wichtige Funktion in der Steigerung des Wohlergehens eines Landes, da im Ehrenamt Tätige sowohl die Gesellschaft unterstützen, als auch durch Erfahrung, Fähigkeiten und gesteigerte Lebenszufriedenheit profitieren. Somit erschafft das Ehrenamt Güter, die durch konventionelle Wirtschaftsindikatoren nicht erfasst werden. Eine weitere Entwicklung des OECD Better Life Index zeigt sich in der Möglichkeit, Ungleichheiten aufzudecken. Auf Grundlage der Daten lassen sich Unterschiede in den Ergebnissen in Bezug auf das Alter, Geschlecht, Einkommen und Wohnort darstellen.
Bei der Entwicklung der Indikatoren war die Beeinflussung durch politische Richtlinien ausschlaggebendes Kriterium. Ein Indikator soll sich durch entsprechende Richtlinien innerhalb eines Landes verbessern lassen. Dieses Kriterium wird durch die Indikatoren unterschiedlich gut erfüllt, von der OECD jedoch kontinuierlich weiterentwickelt. Die Richtlinien der OECD und die aus den Ergebnissen des Index abzuleitenden Empfehlungen sind nicht verbindlich für Regierungen, sollen sie aber in ihrer politischen Arbeit unterstützen. Auswirkungen des OECD Better Life Index zeigen sich in Forschung zu dem Thema des Wohlergehens sowie in länderspezifischen Projekten, in denen die Ergebnisse des Index angewandt werden. Des Weiteren wird der OECD Better Life Index dem von der OECD gesetzten Anspruch gerecht, die politische und öffentliche Diskussion über Wohlergehens-Indikatoren anzuregen. Die anfangs formulierte Forderung “beyond GDP”, also über das BIP hinauszugehen, wurde inzwischen im Rahmen einer EU-Konferenz zu “GDP and beyond” weiterentwickelt. Künftige Wirtschaftsindikatoren sollen im Rahmen eines Wellbeing Budgets das BIP um Kennziffern zur ökologischen Nachhaltigkeit und sozialen Inklusion ergänzen.

## Zukunftspläne
Der 2011 entwickelte OECD Better Life Index wird kontinuierlich verbessert, denn die Indikatoren zur Messung der elf Themen des Index bilden noch kein umfassendes Abbild des Wohlergehens der Menschen. Themen wie Umwelt, die durch Luftverschmutzung und Wasserqualität gemessen wird, können durch weitere Indikatoren ergänzt werden. Dafür muss eine ausreichende Datenbasis in allen im Index erfassten Ländern vorhanden sein. Eine umfangreiche Datenbasis über mehrere Jahre hinweg wird es in Zukunft zudem möglich machen, aussagekräftige zeitliche Vergleiche über das Wohlergehen verschiedener Nationen zu formulieren. Darüber hinaus ist eine wachsende Beteiligung an dem interaktiven „Your Better Life Index“ erforderlich, um repräsentative Aussagen über die Prioritäten der Wohlergehens-Themen in allen im Index enthaltenen Ländern zu treffen. Damit wäre das Hauptanliegen der OECD erfüllt, mit Hilfe des OECD Better Life Index zu bestimmen, was den Menschen wirklich wichtig in Bezug auf ihr Wohlergehen ist.